# Tommaso Bisagno
Tommaso Bisagno (Signa, 5 aprile 1935 – Firenze, 18 gennaio 2014) è stato un politico italiano.

## Biografia
Laureato in chimica, di professione fa il docente universitario. Si iscrive alla DC nel 1956. Viene eletto, per la prima volta, deputato nel 1979 e sarà rieletto per altre tre legislature, sempre alla Camera. Prima di giungere in Parlamento è stato consigliere comunale a Signa e consigliere regionale in Toscana. Eletto Sindaco  di Signa (1990-1995) è stato il primo democristiano a ricoprire quella carica. Nel 2001 si candida al Senato con Democrazia Europea ma non viene eletto.

### Incarichi parlamentari
È stato componente delle  commissioni parlamentari Difesa e Lavoro.

### Sottosegretario di Stato
Ha svolto l'incarico di Sottosegretario di Stato per la Difesa nel primo e secondo governo di Bettino Craxi, nel sesto governo di Amintore Fanfani e sottosegretario ai Lavori pubblici nel primo governo di Giuliano Amato.